# Rosa Vecht

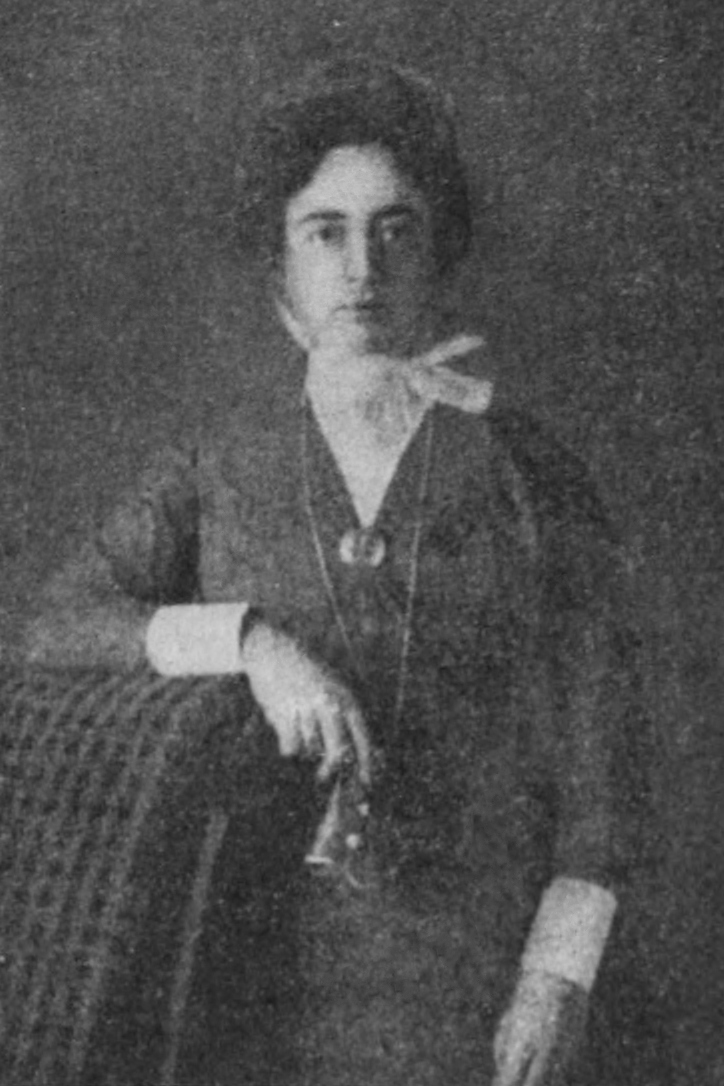
Rosa Vecht in 1915

Rosa Vecht (Elburg, 18 juli 1881 – De Panne, 23 januari 1915) is de enige Nederlandse verpleegster van wie bekend is dat ze omkwam aan het front in de Eerste Wereldoorlog.

## Levensloop
Rosa Vecht, ook wel "Roosje" genoemd, werd geboren in Elburg in Gelderland. Ze was het oudste kind van Mozes Vecht, een veehandelaar, en Diena van Hamberg. Allebei haar ouders waren Joods. Begin 1900 volgde Vecht de opleiding verpleegkunde in Rotterdam in het Israëlitisch Ziekenhuis. In 1907 behaalde ze haar diploma en een jaar later, in 1908, trad ze toe tot de Nederlandsche Bond voor Ziekenverpleging. Ze werkte vervolgens in Groningen en Amsterdam.
In 1914 trad ze toe tot het Belgische Rode Kruis als oorlogsvrijwilliger. Haar ouders stemden hier niet mee in. Van 1914 tot 1915 werkte ze in het militair ziekenhuis van Antwerpen. Daar schreef ze brieven naar Elburg om haar boeken te bezorgen zodat de gekwetste soldaten lectuur konden hebben. In 1915 werd Vecht overgeplaatst naar het Britse veldhospitaal in Veurne achter de frontlinie. Ze werkte als enige Nederlandse samen met de Britse verpleegkundigen.
Op 23 januari 1915 kregen ze allen het bevel het veldhospitaal te verlaten omdat de Duitsers Veurne naderden. Toen ze haar koffer ophaalde in het hotel vernietigde een granaatscherf haar been. Ze werd nog getransporteerd naar het militair hospitaal L'Océan in De Panne, waar zwaargewonde soldaten van het front toekwamen. Ondanks een amputatie stierf Vecht nog diezelfde dag. Haar stoffelijk overschot werd met Britse militaire eer begraven op de Militaire Begraafplaats Adinkerke. Na de oorlog werd ze in 1920 herbegraven op de Joodse begraafplaats in Muiderberg.

## Herdenking
- Het Nieuw Israëlitisch Weekblad wijdde in 1915 een bericht aan haar overlijden aan het Belgische front.[3]
- In 2015, honderd jaar na het overlijden van Vecht, werd zij herdacht tijdens een ceremonie aan de Menenpoort in Ieper.[4]